# 벨린초나역
벨린초나역(이탈리아어: Stazione di Bellinzona)은 스위스 티치노주에 있는 벨린초나 마을에 서비스를 제공한다. 스위스 연방 철도 고트하르트선 노선에 있다. 2016년 고트하르트 베이스 터널이 개통된 이후 이 역의 별명은 포르타 델 티치노(Porta del Ticino‘티치노의 문’)가 되었다.

## 역사
이 역은 비아스카–벨린초나–루가노–키아소 노선과 벨린초나–로카르노 노선과 함께 티치노 계곡 철도 개통의 일환으로 1874년에 개통되었다. 1882년 고트하르트 철도 터널이 개통되고 아이롤로에서 비아스카까지 노선의 관련 서비스가 시작되자 벨린초나는 북쪽과 독일어를 사용하는 스위스와 연결되었다.
2008년 벨린초나에 있는 SBB 카고 시설은 SBB 카고가 현장에 대한 엄격한 감축 조치를 지시한 후 노동자들이 파업을 했을 때 헤드라인을 장식했다.
2016년, 고트하르트 베이스 터널이 개통되면서 루체른에서 벨린초나까지의 이동 시간이 45분 단축되었다. 2020년 12월 체네리 베이스 터널의 개통으로 벨린초나에서 루가노까지의 이동 시간이 15분 단축되었다.
- 1882년 고트하르트 선 개통
- 2017년, 1882년과 같은 선로로 열차 도착

## 시설
역에는 보행자 지하철과 인도교로 연결된 측면 승강장과 2개의 섬 승강장이 있는 5개의 플랫폼 선로가 있다. 화물 열차를 위한 환승과 추월 트랙도 있다.
역 건물은 측면 승강장에 있으며 역의 양쪽 끝에 두 개의 터미널 플랫폼 선로가 있다. 남쪽의 터미널 트랙은 여객 열차를 종료하는 데 가끔 사용되지만, 북쪽의 트랙은 일반적으로 벨린초나 터널 구조 열차를 안정시키는 데 사용된다.

## 운행편
역의 여객 수송은 장거리 열차가 있는 역에 서비스를 제공하는 쥐토스트반과 스위스 연방 철도와 다양한 지역 및 지역 열차를 운영하는 트레니 레기오날리 티치노 롬바르디아 (TiLo)에 의해 처리된다.
2021년 12월 시간표 변경으로 벨린초나에서 다음 서비스가 정치한다.
- 유로시티 / 인터시티 : 
  - 아트-골다우와 루가노 사이 30분 간격 운행
  - 볼로냐 중앙역, 제노바 피아자 프린치페역, 밀라노 중앙역, 밀라노 포르타 가리발디역 또는 베네치아 산타루치아까지 매시간 운행 ;
  - 취리히 중앙역까지 매시간 ~ 30분 운행
  - 바젤 SBB까지 2시간마다 운행.
- 인터레기오 : 로카르노와 아트-골다우 간 매시간 운행; 기차는 바젤 SBB역 또는 취리히 중앙역까지 계속 운행한다.
- S10 / S50 : 비아스카와 멘드리시오, 키아소, 코모 산조반니 또는 말펜사 공항 터미널2까지 매시간 운행. 하루에 한 대의 열차가 아이롤로로 운행.
- S20 : 카스티오네-아르베도와 로카르노 사이를 30분 간격으로 운행한다.

아우토포스탈레의 지역 버스 노선은 다양한 목적지로 연결되는 역 앞뜰에서 종착한다. Autopostale은 또한 벨린초나의 시내버스망을 운영하며 모든 도시 서비스는 역에서 호출한다.

## 같이 보기
- NRLA